# Maxwell Murray

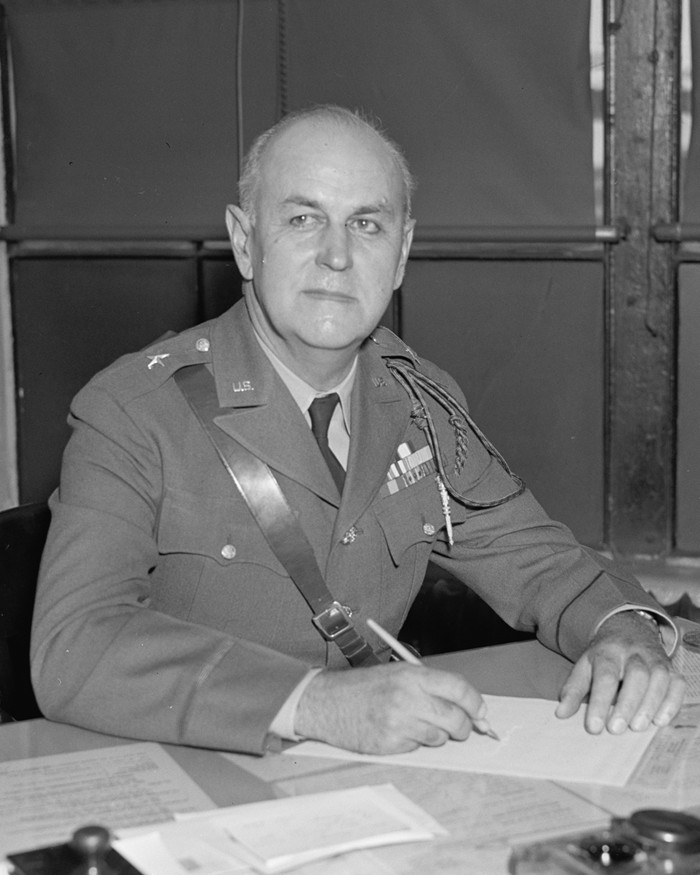
Maxwell Murray

Maxwell Murray (* 19. Juni 1885 in West Point, Orange County, New York; † 4. August 1948 in Siasconset, Nantucket, Massachusetts) war ein Generalmajor der United States Army. Er war unter anderem Kommandeur der 25. Infanteriedivision.
Maxwell Murray war ein Sohn von Generalmajor Arthur Murray (1851–1925) und dessen Frau Sara Wetmore De Russy (1860–1926). In den Jahren 1903 bis 1907 durchlief er die United States Military Academy in West Point. Nach seiner Graduation wurde er als Leutnant der Kavallerie zugeteilt. In der Armee durchlief er anschließend alle Offiziersränge vom Leutnant bis zum Zwei-Sterne-General.
Im Lauf seiner militärischen Karriere absolvierte Murray verschiedene Kurse und Schulungen. Dazu gehörten unter anderem die Cavalry School (1911–1912), das Massachusetts Institute of Technology (1919–1920), die Field Artillery School (1924–1925) und das Command and General Staff College (1925–1926).
In seinen jüngeren Jahren absolvierte er den für Offiziere in den niederen Rangstufen üblichen Dienst in verschiedenen Einheiten und Standorten. Er nahm an der Mexikanischen Expedition teil und wechselte dann von der Kavallerie zur Feldartillerie. Während des Ersten Weltkriegs war er in den Jahren 1917 und 1918 mit den American Expeditionary Forces in Frankreich eingesetzt. Dort gehörte er zum 5. Infanterieregiment, das der 1. Infanteriedivision unterstand. Murray nahm unter anderem an den Schlachten von Cantigny, Soissons und an der Marne teil.
In den 1920er Jahren setze er seine Offizierslaufbahn bei der Feldartillerie fort. Er absolvierte einige der oben aufgeführten Schulen und war von 1920 bis 1924 Stabsoffizier im Hauptquartier der Feldartillerie. In den Jahren 1929 bis 1932 war er auf den Philippinen stationiert, wo er dem Stab des amerikanischen Generalgouverneurs Dwight Filley Davis angehörte.
Nach seiner Rückkehr in die Vereinigten Staaten wurde Maxwell Murray nach Fort Bragg in North Carolina versetzt, wo er bis 1936 als Stabsoffizier tätig war. Danach war Stabsoffizier und dann bis 1938 Kommandeur beim 5. Artillerieregiment. Im Jahr 1938 gehörte er gleichzeitig für einige Monate dem Stab der Field Artillery School an. Von November 1938 bis Juni 1940 kommandierte Murray die Washington Provisional Brigade. Danach wurde er nach Hawaii versetzt, wo er bis September 1941 die Hawaiian Division kommandierte.
Am 1. Oktober 1941 erhielt er ebenfalls in Hawaii das Kommando über die damals neu aufgestellte 25. Infanteriedivision, die aus der Hawaiian Division hervorgegangen war. Murray behielt dieses Kommando bis zum 28. April 1942. In diese Zeit fiel der japanische Angriff auf Pearl Harbor am 7. Dezember 1941 und der daraus folgende Eintritt der Vereinigten Staaten in den Zweiten Weltkrieg. Nach dem japanischen Angriff, der auch die Schofield Barracks traf, wurde die Division auf eine eventuelle japanische Invasion vorbereitet um Honolulu verteidigen zu können. In der Folge wurde auch eine Versetzung der Division in den pazifischen Raum vorbereitet.
Vom 30. April 1942 bis Januar 1943 kommandierte Murray die 35. Infanteriedivision, die damals in Camp San Luis Obispo in Kalifornien stationiert war. Danach erfolgte seine Versetzung nach Pasadena, wo er das Kommando über den dortigen Bezirk des Western Defense Commands erhielt. Ab Juni 1943 war er auf dem pazifischen Kriegsschauplatz eingesetzt. Dort kommandierte er unter anderem Truppen in Neukaledonien und auf Guadalcanal (Guadalcanal Island Command).
Nach dem Krieg wurde Maxwell Murray Stabsoffizier im Hauptquartier der Army Ground Forces in Washington, D.C. Am 30. September 1946 trat er in den Ruhestand. Er war mit Phyllis Muriel Howard (1890–1976) verheiratet, mit der er den Sohn Arthur und die Tochter Ann Howard hatte. Der Sohn brachte es im US-Heer später bis zum Oberst. Maxwell Murray starb am 4. August 1948 knapp zwei Jahre nach seiner Pensionierung an einem Herzinfarkt. Er wurde auf dem amerikanischen Nationalfriedhof Arlington beigesetzt.

## Orden und Auszeichnungen
Maxwell Murray erhielt im Lauf seiner militärischen Laufbahn unter anderem folgende Auszeichnungen:
- Army Distinguished Service Medal
- Silver Star
- Legion of Merit
- Lifesaving Medal
- Mexican Border Service Medal
- World War I Victory Medal
- American Defense Service Medal
- American Campaign Medal
- Asiatic-Pacific Campaign Medal
- World War II Victory Medal
- Order of the British Empire (Großbritannien)
- Croix de Guerre (Frankreich)
- Königlicher Orden von Kambodscha (französischer Kolonialorden)